# Sasha Rionda
Sasha Sybille Rionda Hogger (Ciudad de México, México, 29 de septiembre de 1977) es actriz y presentadora de televisión mexicana.
Rionda residió en Atlanta por siete años, mientras que trabajaba en CNN Internacional en el programa "The Music Room". Desde el 2004 conduce un programa en español llamado Nuestro Rincón en el canal Local 12, filial de CBS, que apunta a la comunidad hispana de Cincinnati, Ohio. 
Adicionalmente, Rionda presenta el segmento ZOOM de Cinecanal y ha participado como invitada en “Wild On the Beach Australia”, de E! Entertainment Televisión. Además, trabajó para CNN en español en el programa Detalles con Sasha.

## Filmografía
- Total Recall (1990)
- Wild On!
- Coffee With America (2015)
- Godzilla: King of the Monsters (2019)
- Can't Go Home (2023)